# 伊茲緬奇沃耶湖
伊兹缅奇沃耶湖（俄語：Озеро Изменчивое）；阿伊努語：），日称恩洞湖（日语：／，是萨哈林岛南部的潟湖，与鄂霍次克海的莫尔维诺夫湾相连。海岸由沙、礫、鵝卵石、和大石頭組成，距離海岸不遠有黑色淤泥。平均深3米，东北部较深处可达6米，与海有宽50米、深5-10米的通道相连。